# Brokenteeth
Kim Minha (hangul: 김민하), mer känd under sitt artistnamn Brokenteeth (hangul: 브로큰티스), född 28 februari 1999, är en sydkoreansk shoegazing-musiker. Han har släppt två album: The Letters (편지) (2021) och How to Sink Slowly (추락은 천천히) (2023)

## Karriär
Brokenteeth debuterade med sitt första album, The Letters (편지), 2021. Albumet blev populärt när det introducerades på YouTube.
I februari 2022 släppte han sin nya singel, Paradox (당신의 사랑이 늘 행복하기를). Han gick med i besättningen besättningen Digital Dawn, som inkluderar Parannoul, Asian Glow, Wapddi, Della Zyr och Fin Fior. De höll en konsert i september 2022. I december 2022 släppte han singeln Heaven Express (again), som också gästades av Della Zyr.
On February 23, 2023, he released his second studio album, How to Sink Slowly (추락은 천천히).

## Diskografi

### Studioalbum
- 2021 – The Letters
- 2023 – How to Sink Slowly

### Live-album
- 2023 – Broken Dental Clinic